# Hamr (Litvínov)
Hamr (německy Hammer) je bývalá samostatná obec, která dnes tvoří místní část Litvínova v okrese Most v Ústeckém kraji. Nachází se v nadmořské výšce 310 metrů, asi 2,5 km západně od centra Litvínova. Rozkládá se na jižním úpatí Lounického kopce (442 m) u vstupu do Hamerského údolí, kterým protéká potok Loupnice. Hamr plynule navazuje na sousední Chudeřín na východě a na Janov ležící západně.

## Název
Název městské části je odvozen z obecného jména hamr (ze středněhornoněmeckého hamer) označujícího kladivo a později železárnu. V historických pramenech se jméno objevuje ve tvarech: Hamer (1583), Hammer (1787) a Hamr i Hammer (1854).

## Historie
První písemná zmínka o Hamru pochází z roku 1583 a jeho jméno je nejspíše odvozené od hamru, kde se zpracovávala železná ruda vytěžená poblíž Klínů. V polovině 17. století patřila ves dvěma majitelům. Jednu část vlastnil Martin Michna z Vacínova a druhá patřila Janu Bedřichovi z Valdštejna. K tomu vlastnilo město Most od roku 1595 majetek v Hamerském údolí. Michnovskou část Hamru město získalo spolu s Janovem v roce 1726. Druhá část patřila k valdštejnskému panství Horní Litvínov-Duchcov až do roku 1848. Po správní reformě v roce 1850 se Hamr stal osadou města Horní Litvínov. V roce 1906 se Hamr osamostatnil. V roce 1963 byly k Hamru připojeny jako osady Janov a Křížatky. Od roku 1968 tvoří všechny tři celky místní části města Litvínova.
Již během první poloviny 19. století začaly vznikat v Hamru první uhelné šachty. V roce 1837 byla otevřena první malá šachta Christiana, která později získala název Magdalena. Od požáru v roce 1893 byla mimo provoz. Další důl založili v roce 1873 Valdštejnové. Důl získal jméno Antonie po hraběnce Antonii Valdštejnové. Zdejší doly koupila v roce 1906 Lomská uhelná společnost a po jejich spojení a zvětšení byl nový důl nazván Kníže nebes.
Po skončení druhé světové války začala v Hamru výstavba sídliště pro obyvatele, jejichž domy byly poškozeny během spojeneckých náletů na chemické závody v Záluží. V samotném Hamru byly dne 16. ledna 1945 vybombardovány dva domy. Výstavbou byl vyrovnán úbytek obyvatel po odsunu Němců a počet obyvatel obce stále rostl.
V Hamru dnes sídlí základní škola a také Střední odborná škola a Euroškola Litvínov.

## Obyvatelstvo
Při sčítání lidu v roce 1921 v Hamru žilo 883 obyvatel (z toho 443 mužů), z nichž bylo 73 Čechoslováků, 800 Němců a deset cizinců. Výrazně převažovala římskokatolická většina, ale šestnáct lidí bylo evangelíky, tři patřili k církvi československé, jeden k nezjišťovaným církvím a osmnáct lidí bylo bez vyznání. Podle sčítání lidu z roku 1930 měla vesnice 923 obyvatel: 51 Čechoslováků, 864 Němců a osm cizinců. Až na 26 evangelíků, jednoho člena nezjišťovaných církví a 78 lidí bez vyznání byli římskými katolíky.
|           | 1869 | 1880 | 1890 | 1900 | 1910 | 1921 | 1930 | 1950  | 1961  | 1970  | 1980  | 1991  | 2001  | 2011  |
| --------- | ---- | ---- | ---- | ---- | ---- | ---- | ---- | ----- | ----- | ----- | ----- | ----- | ----- | ----- |
| Obyvatelé | 365  | 408  | 481  | 663  | 818  | 883  | 923  | 1 024 | 2 358 | 2 194 | 1 842 | 2 904 | 2 159 | 1 913 |
| Domy      | 50   | 55   | 57   | 68   | 86   | 98   | 116  | 145   | 165   | 175   | 170   | 201   | 193   | 200   |